# Амвросій (Серебреников)
Архієпископ Амвросій (в миру Авраам Микитович Серебреніков або Серебряков; 1745 рік, Вотчина, Казанська губернія — 13 [24] жовтня 1792, Полтава) — єпископ Російської православної церкви, архієпіскоп Катеринославський і Херсонсько-Таврійський. Член Академії Російської. Перекладач.

## Біографія
Авраам Серебренников народився в 1745 році в селі Вотчина (нині — Вотчина, Санчурський район, Кіровської області) в сім'ї д'яка Казанської губернії (пізніше Вятської).
У 1758 році Серебреніков надійшов в В'ятську семінарію, після закінчення якої продовжив навчання в Слов'яно-греко-латинській академії.
Закінчивши академію у 1768 році, викладав в В'ятській, з 1773 року — в Троїцькій Лаврській семінарії (по Бучневич, в 1768-1775 роках він викладав в Лаврській семінарії, а після постригу в ченці у 1775 році, до 1778 року було префектом В'ятської семінарії).
У 1778 році Амвросій був переведений до Москви, на кафедру філософії в Слов'яно-греко-латинську академію, а у 1782 році був призначений ректором Новгородської семінарії і зведений в сан архімандрита новгородського Антонієва монастиря.
26 грудня 1783 хіротонізований на єпископа Олонецького і Каргопольського .
28 листопада 1786 року був призначений архієпископом Катеринославським і Херсонес-Таврійським.
Як архієпископ Катеринославський, отримав від імператриці Катерини II алмазний хрест на клобук.
За допомогу в написанні другого тому академічного словника Амвросій був прийнятий в члени Російської академії.
Помер 13 жовтня (по Бучневичу - 13 вересня) 1792 року.

## Праці
Видав переклад Мільтона «Втрачений рай» М. 1780), ні з англійського оригіналу, а з французького перекладу, і «Короткий керівництво до ораторії російської» (М., 1778; 2-е вид. — М., 1791). Архієпископ Амвросій вважав, що російська літературна мова повинна включати в себе запозичення з церковнослов'янської, однак зауважував, що немає нічого гіршого, ніж «невміле з'єднання» слов'янської мови з російською.
Брав участь у складанні етимологічного словника.